# 代門蒂伊夫卡
50°13′57″N 36°14′13″E / 50.23250°N 36.23694°E

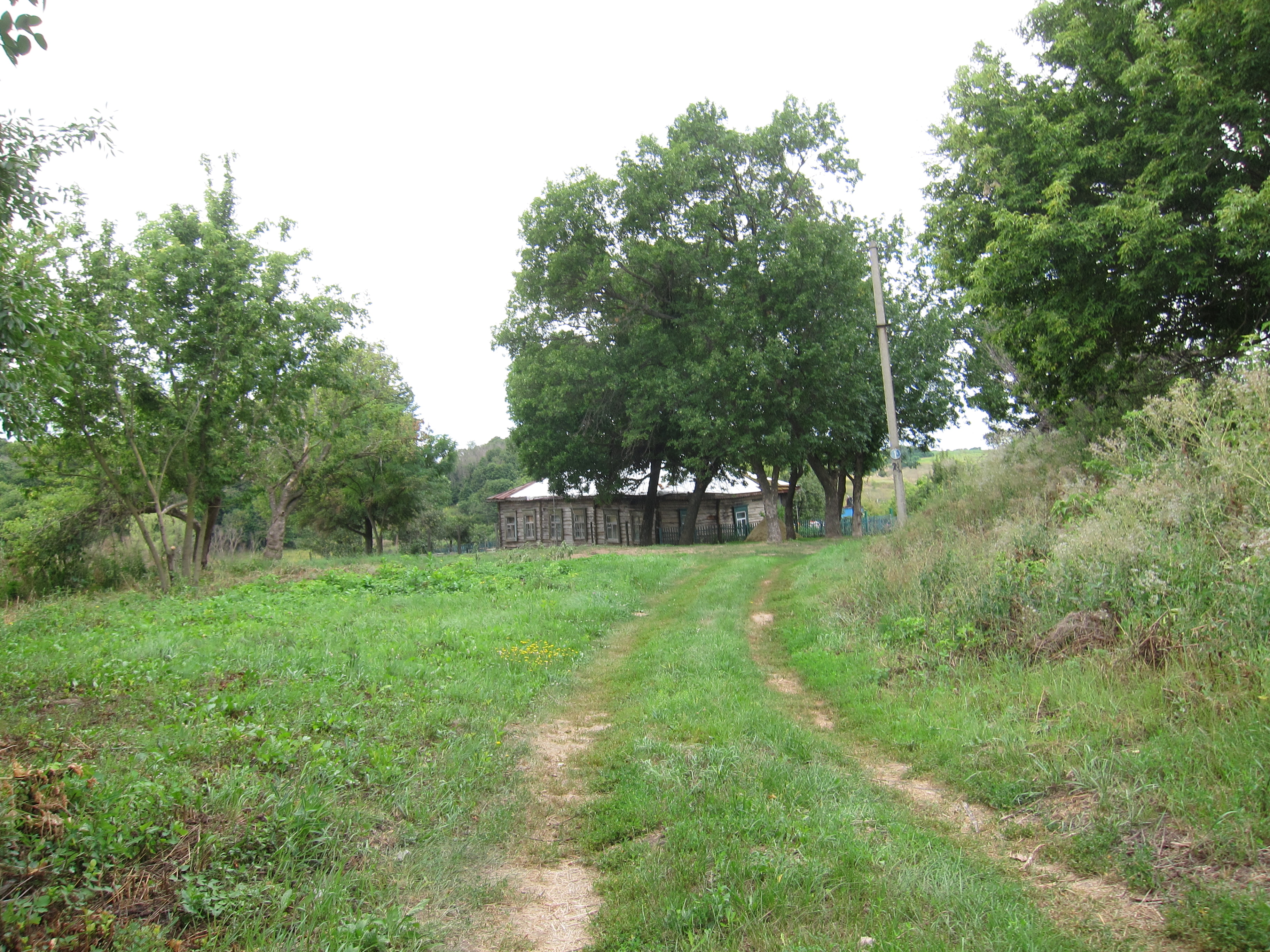
风景

代門蒂伊夫卡（烏克蘭語：Дементіївка）是位於烏克蘭東部的村莊，由哈爾科夫州哈爾科夫區的德爾哈奇市鎮負責管轄。該村始建於1810年，面積1.79平方公里，海拔高度164米，2001年人口35，人口密度每平方公里19.5人。